# Salvador Brotons i Soler
Salvador Brotons i Soler (né à Barcelone, le 17 juillet 1959) est un compositeur et chef d'orchestre espagnol, d'origine catalane.

## Biographie
Salvador Brotons étudie la flûte avec son père, et fait des études de musique au Conservatoire municipal de musique de Barcelone, obtenant les titres supérieurs de flûte, composition et direction d'orchestre. Ses maîtres sont Antoni Ros-Marbà, Xavier Montsalvatge et Manuel Oltra. Il est d'abord première flûte de la Orquesta del Gran Teatro del Liceo (1977-1985) puis de l'Orchestre symphonique de Barcelone (1981-1985).
En 1983, il reçoit le prix « Ciudad de Barcelona » pour sa première symphonie. Il compose notamment une autre symphonie sous-titrée Resplendor, un quatuor, un Concerto (2006) et une sonate pour alto et d'autres pièces de musique de chambre. En 1987, il est nommé directeur de l'orchestre de l'université de Portland, aux États-Unis, où il réside jusqu'en 1997.
Il a été assistant de l'orchestre symphonique de la Florida State University (1986-1987), directeur titulaire de la Oregon Sinfonietta (1990-1993), de la Mittleman Jewish Community Orchestra (1989-1991), et de l'orchestre de l'université d'État de Portland (1987-1997), université où il a également enseigné le contrepoint, la direction d'orchestre et l'histoire de la musique.
Depuis 1991, il est directeur titulaire de l'Orchestre symphonique de Vancouver à la tête duquel il reçoit le prix « Arts Council » accordé par le Clark County et la ville de Vancouver. En Espagne, il est directeur titulaire de la Orquesta Sinfónica del Vallés (1998-2002) et de l'Orquesta Sinfónica de las Islas Baleares (1998-2001). Il enseigne également la direction d'orchestre et la composition à l'École supérieure de musique de Catalogne (ESMUC).

## Œuvre
Parmi ses compositions, on peut noter l'opéra en deux actes, Reverend Everyman (université d'État de Floride, 1989), Sonata da Concerto para trompeta y banda (université du Wyoming, 1992), Conmemorativa par a orquestra (Orchestre symphonique de la radio-télévision espagnole, 1995), Concierto de flauta y orquesta (Conferenza dil Mediterraneo, Sicile-Italie, 1997), l'opérette en deux actes Abans del Silenci (Généralité de Catalogne, 1998), Concierto para guitarra y orquesta (Fundación Cervantes de Varsovie, 1999), Essentia Vitae (Université de l'Arizona, 2000), le Septeto Prada 1950 (Festival Pau Casals de Prades, France 2000), Oda a Verdaguer (Mairie de Vich, 2001) et l'opéra pour enfants El mercader dels somnis (UNICEF, 2002).
Il a également composé diverses sardanes: Port de la Selva (1979), Amunt (1978), Les encaixades (récompensée lors de la XII Nit de la Sardana par le Prix Juventud, 1983), Señera, Germanor (1990), Atlanta 96 primée et créée au début des Jeux olympiques d'été de 1996 à Atlanta.

## Discographie
- Concerto pour guitare « Mare nostrum » ; Concerto pour flûte ; Fantaisie pour trompette et cordes ; Sonate pour trombone et piano – Àlex Garrobé, guitare ; Ricardo Casero, trombone ; Daniel Espasa, piano ; Magdalena Martinez, flûte ; David Thompson, trompette ; Orquestra simfonica de Barcelona i nacional de Catalunya, dir. Salvador Brotons (mai 2004, Harmonia Mundi) (OCLC 71518343)
- Musique pour piano – Alex Alguacil, piano (Naxos) (OCLC 913862089)
- Symphonie no 5 « Mundus Noster » – Orquestra Simfonica de Balears Ciutat de Palma, dir. Salvador Brotons (2013, Naxos) (OCLC 885063604)
- Symphonie no 6 « Concise » ; Glosa de l'Emigrant ; Obstinacy, op. 56 – Barcelona Symphonic Band, dir. Salvador Brotons (2015, Naxos) (OCLC 914127927)
- L'Œuvre pour flûte, vol. 3 : Giravolts, op. 123 pour flûte seule ; Capriccio brillante, op. 5 ; Mixed sextet ; Prada 1950 (à la mémoire de Pau Casals), op. 81 ; Suite flûte chœur, op. 41  – Featuring Roberto Álvarez, flûte ; Beatrice Lin, piano ; Ralph Emmanuel Lim, clarinette ; Siew Yi Li et Lim Sue Churn, violons ; Janice Tsai, alto ; Juan Lin, violoncelle ; Sanche Jagatheesan, contrebasse ; Eugene Toh, percussion. (décembre 2015, Centaur Records) (OCLC 1100888240)
- Concerto pour alto et cordes, op. 106 – Joaquín Riquelme, alto ; Cammerata (janvier 2016, SACD Eudora) (OCLC 962421920) — Avec Tchaikovsky et Haendel.